# Mesterházi Csilla
Mesterházi Csilla Zsuzsanna (Tata, 1995. április 27. –) labdarúgó, hátvéd. Jelenleg a Ferencvárosi TC labdarúgója.

## Pályafutása

### Klubcsapatban
2005-ben a Tardos csapatában kezdte a labdarúgást. Junior pályafutása során szerepelt az Környe SE, végül a Ferencváros csapatában. A felnőtt csapatban 2012-ben mutatkozott be. Tagja volt a 2012–13-as NB II-es bajnokcsapatnak.

## Sikerei, díjai
- NB II
  - bajnok: 2012–13